# William Nelson Rector Beall

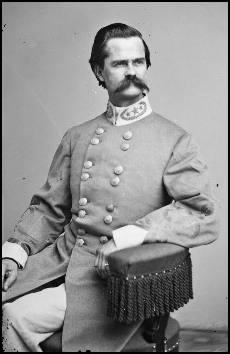
William Nelson Rector Beall

William Nelson Rector Beall (* 20. März 1825 im Bardstown, Kentucky; † 25. Juli 1883 in McMinnville, Tennessee) war ein Brigadegeneral des konföderierten Heeres im Sezessionskrieg.

## Leben
Beall schloss im Jahr 1848 die Militärakademie in West Point, New York als 30. seines Jahrgangs ab. Während seines regulären Dienstes im Grenzland stieg er in den Rang eines Hauptmanns im 1. US-Kavallerie-Regiment auf. Nach Ausbruch des Sezessionskrieges trat er am 20. August 1861 aus dem Heer aus und wurde als Hauptmann Offizier des konföderierten Heeres.
In dieser Position diente er in Arkansas unter Generalmajor Earl Van Dorn. Dort wurde er am 11. April 1862 zum Brigadegeneral befördert. Seine Brigade, bestehend aus Regimentern aus Arkansas, Mississippi, Alabama und Louisiana wurde in Port Hudson in Louisiana stationiert. Am 9. Juli 1863 kapitulierte Beall und geriet in Kriegsgefangenschaft. 1864 wurde er nach bilateralen Vereinbarungen zwischen den Bürgerkriegsparteien für Aufgaben zur Unterstützung der Kriegsgefangenen eingesetzt. In dieser Funktion verkaufte er Baumwolle, die mit der Erlaubnis der Nordstaaten durch die Blockade transportiert wurde. Von den Erlösen wurden die Kriegsgefangenen mit Kleidung und Decken ausgestattet.
Am 2. August 1865 erfolgte Bealls Entlassung aus der Gefangenschaft. Er arbeitete den Rest seines Lebens als Kaufmann in St. Louis, Missouri.